# Antinatalismus
Als Antinatalismus (von griechisch ἀντί- anti- „gegen“ und lateinisch natalis, „zur Geburt gehörig“) werden Positionen bezeichnet, die sich für die freiwillige Kinderlosigkeit aussprechen.
Es existieren zwei grundlegend unterschiedliche Formen des Antinatalismus: eine schon länger existierende Philosophie, die aus ethischen Gründen fordert, keine neuen Menschen hervorzubringen, sowie eine neuere politische Strömung, die sich aus verschiedenen Gründen zumeist dafür ausspricht, deutlich weniger neue Menschen hervorzubringen. Während Anhänger des ethischen Antinatalismus das Aussterben der Menschheit durch natale Enthaltsamkeit teilweise als erstrebenswert betrachten, wollen Anhänger des bevölkerungspolitischen Antinatalismus ganz im Gegenteil häufig das Überleben der Menschheit sichern und die Lebensbedingungen der Menschen verbessern.
Das Gegenteil von Antinatalismus ist Pronatalismus.

## Begriffsgeschichte
Bevor der belgische Philosoph Théophile de Giraud (* 1968) den Begriff Antinatalismus zur Bezeichnung der für Kinderlosigkeit argumentierenden Philosophie gebrauchte, benutzte der französische Journalist Philippe Annaba den Begriff Antiprokreationismus.

## Praktischer Antinatalismus
Dies ist der bisher häufigste Grund für die Entscheidung für die Kinderlosigkeit. Kinderlosigkeit könne Einzelnen oder Paaren bessere Entfaltungsmöglichkeiten bieten, oder es gibt schlicht ein Missbehagen beim Zusammenleben mit Kindern.

## Bevölkerungspolitischer Antinatalismus

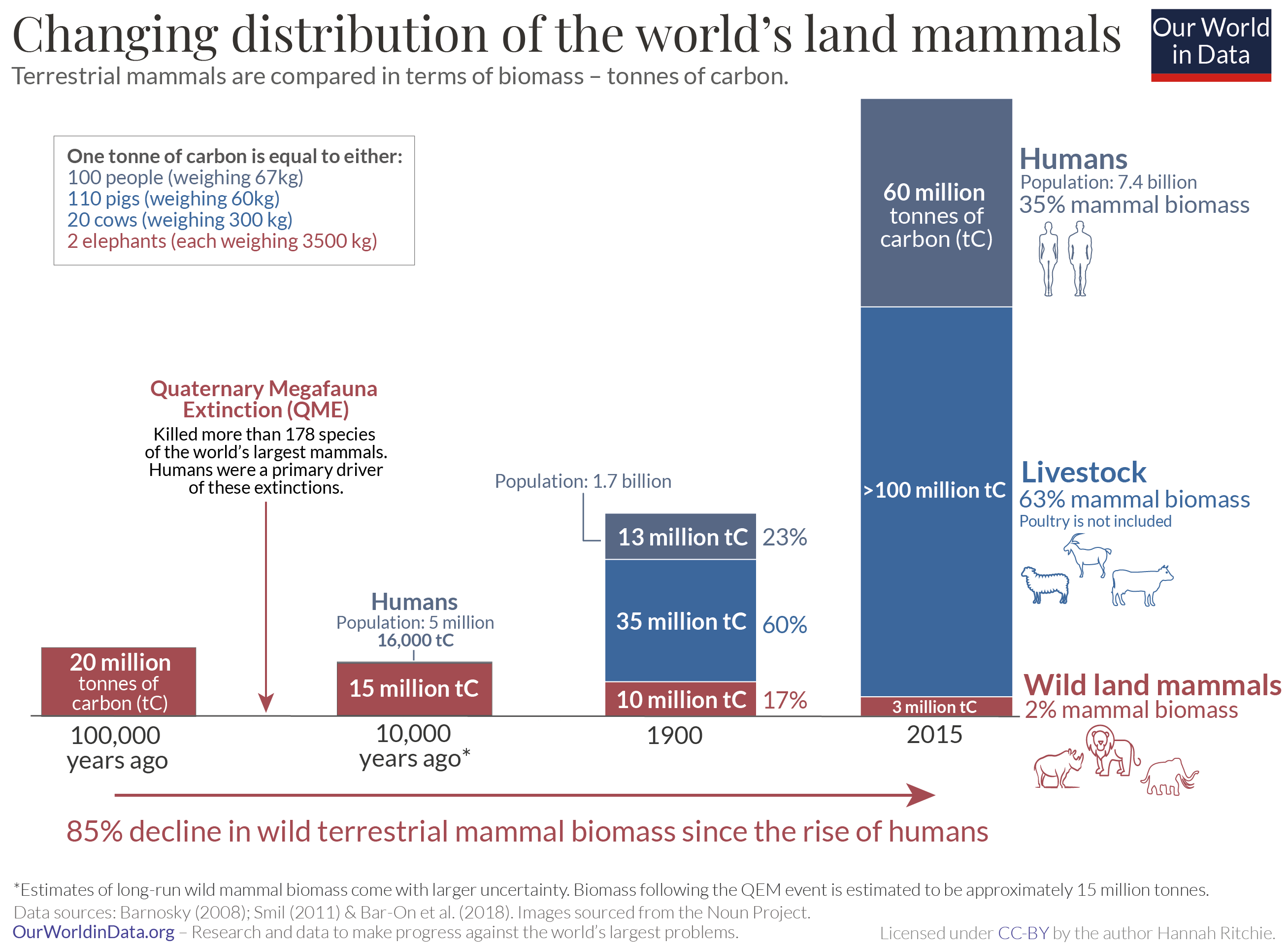
Veränderung der weltweiten Masse an Landsäugetieren von vor 100.000 Jahren bis 2015 (in Tonnen Kohlenstoff; ohne Geflügel): Der starker Anstieg der Zahl von Menschen (grau) führte dazu, dass sie allein heute ein Vielfaches von dem wiegen, was natürlicherweise alle Wildtiere (rot) zusammen gewogen haben. Die Grafik veranschaulicht, wie der Mensch mit seinen von ihm gehaltenen Nutztieren (blau) allein durch seine Anzahl die planetaren Grenzen der Erde zu überschreiten vermag und damit sein eigenes Überleben gefährdet.

Der bevölkerungspolitische Antinatalismus führt für seine Position unter anderem durch Überbevölkerung entstehende Hungersnöte und Umweltprobleme an. Diese Position wird auch von manchen Vertretern der Tiefenökologie eingenommen.
Eine Reihe von Staaten verfolgt oder verfolgte über lange Zeit eine antinatalistische Bevölkerungspolitik, darunter die Volksrepublik China mit ihrer Ein-Kind-Politik. Es wird argumentiert, dass der Verzicht auf Kinder oder die Beschränkung auf kleine Familien einen Staat vor Überlastung schützt, beziehungsweise letztendlich dem Überleben der Menschheit diene, da die Ressourcen der Erde beschränkt seien. Zu Staaten, die eine antinatalistische Politik verfolgen oder verfolgten, gehören zum Beispiel Indien und die Volksrepublik China. Mit der chinesischen Ein-Kind-Politik, der zufolge eine Familie nur ein Kind haben durfte (bis 2015), sollte das Bevölkerungswachstum unter Kontrolle gehalten werden. In Deutschland betrieben die Nationalsozialisten laut Gisela Bock im Rahmen ihrer rassistischen Ideologie eine selektiv antinatalistische Politik, die sich gegen die Fortpflanzung verfolgter Personengruppen richtete, insbesondere gegen Bürger jüdischen Glaubens oder mit jüdischen Vorfahren.
Auf Ebene der Internationalen Organisationen wird eine antinatalistische Bevölkerungspolitik seit Mitte der 1960er Jahre betrieben.
Der amerikanische Ökonom und Autor Dennis Meadows vertritt die Ansicht, dass unterschiedliche Faktoren wie der Klimawandel, ein auf beständiges Wachstum ausgerichtetes Wirtschaftssystem und eine Verknappung nicht erneuerbarer Ressourcen zu einem Absinken des Lebensstandards führen werden. Er sieht ein weiteres Problem in der Eigenschaft des Menschen, dass dieser oftmals nicht in der Lage ist, kurzfristige Opfer für einen langfristigen, späteren Nutzen zu bringen. Meadows und seine Frau Donella Meadows haben bewusst auf Kinder verzichtet – auch weil sie sich für ihre 1972 erschienene Studie zur Zukunft des Planeten, Die Grenzen des Wachstums, mit den Folgen der Überbevölkerung befasst haben.

„Wenn man sich unbedingt um einen kleinen Menschen kümmern will, meine Güte, es gibt Milliarden davon. Es gibt keinen Grund, eigene Kinder zu zeugen.“

### Klimapolitischer Antinatalismus

Anstieg der atmosphärischen Kohlendioxidkonzentration im Holozän

2017 veröffentlichten die Klimaforscher Seth Wynes und Kimberly Nicholas eine Studie in der Zeitschrift Environmental Research Letters. Darin argumentieren sie, dass es deutlich mehr CO2-Emissionen einspare, auf die Geburt eines Kindes zu verzichten, als zahlreiche andere Maßnahmen im Zusammenhang mit Wohnen, Mobilität und Konsum zu treffen.

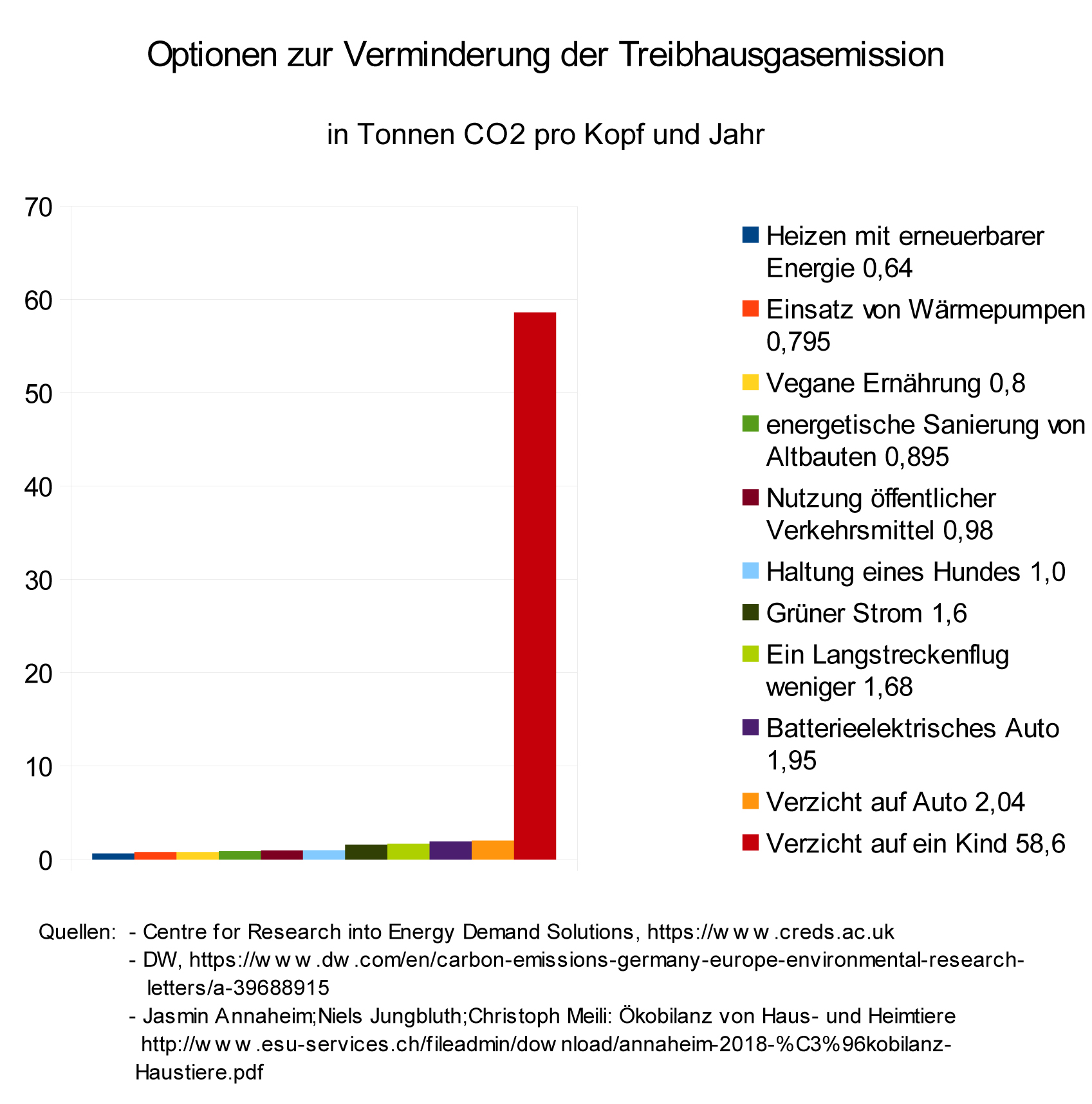
Kinder und andere Faktoren des Lebensstils in Bezug auf die Treibhausgasemission

Die Studie wurde in zahlreichen Medien aufgegriffen und mit einem Diagramm illustriert, das die CO2-Ersparnis eines nichtgeborenen Menschenlebens signifikant höher darstellt als diverse Aktivitäten zur CO2-Ersparnis wie z. B. Elektromobilität, Verzicht auf Flugreisen oder Veganismus. Die deutsche Aktivistin Verena Brunschweiger provozierte 2019 mit ihrem Buch Kinderfrei statt kinderlos, in dem sie für einen Verzicht auf Kinder dem Klima zuliebe plädierte. Der Schweizer Aktivist Marc Fehr entschied sich 2020 aus klimapolitischen Gründen für eine Vasektomie, wie 2021 bekannt wurde.
Innerhalb der Birth-Strike-Bewegung wird der Klimawandel nicht nur als Bedrohung für kommende Generationen empfunden, sondern die eigene Kinderlosigkeit als persönlicher Beitrag zur Einsparung von Ressourcen und Verringerung des eigenen ökologischen Fußabdrucks betrachtet. Klimaangst zählt laut der Neurowissenschaftlerin Emma Lawrance zu den Gründen, aus denen bis zu 40 Prozent junger Menschen lieber auf Kinder verzichten möchten.
Das Voluntary Human Extinction Movement (VHEMT) ist dagegen ein Verein, der in den 1970er Jahren in den USA gegründet wurde und bewusste Kinderlosigkeit zum Wohl des Planeten propagiert. Durch jedes Kind, was nicht geboren werde, ließen sich jährlich 58,6 Tonnen CO2-Emissionen einsparen, wie schwedische Wissenschaftler 2017 errechneten. Zum Vergleich: Jeder Mensch in Deutschland verursacht in seinem Leben rein rechnerisch ca. 916 Tonnen CO2-Äquivalente. Aus Sicht des VHEMT sind sämtliche Spezies, die den Planten bewohnen, von einem Absinken der Lebensqualität durch eine weitere Zunahme der Überbevölkerung und daraus resultierende Übernutzung der natürlichen Ressourcen betroffen.

## Ethischer Antinatalismus
Die Übergänge zwischen den einzelnen Strömungen sind vielfach fließend, oft kommen bei persönlichen Entscheidungen mehrere Aspekte zusammen.

### Metaphysischer Antinatalismus
Einen metaphysischen Antinatalismus vertrat Arthur Schopenhauer. Da Leben wesentlich Leiden sei, ist für Schopenhauer das Absehen von der Fortzeugung geboten. Im Kontext seiner Metaphysik vermutet er, dass mit dem Aussterben der Menschheit durch Nichtfortpflanzung die gesamte Welt als Vorstellung aufhören würde:

„Freiwillige, vollkommene Keuschheit ist der erste Schritt in der Askese oder der Verneinung des Willens zum Leben. Sie verneint dadurch die über das individuelle Leben hinausgehende Bejahung des Willens und giebt damit die Anzeige, daß mit dem Leben dieses Leibes auch der Wille, dessen Erscheinung er ist, sich aufhebt. Die Natur, immer wahr und naiv, sagt aus, daß, wenn diese Maxime allgemein würde, das Menschengeschlecht ausstürbe: und nach dem, was im zweiten Buch über den Zusammenhang aller Willenserscheinungen gesagt ist, glaube ich annehmen zu können, daß mit der höchsten Willenserscheinung auch der schwächere Widerschein derselben, die Tierheit, wegfallen würde; wie mit dem vollen Lichte auch die Halbschatten verschwinden. Mit gänzlicher Aufhebung der Erkenntnis schwände dann auch von selbst die übrige Welt in Nichts; da ohne Subjekt kein Objekt.“

Als metaphysisch-religiöser Antinatalist ist der Philosoph Philipp Mainländer zu erwähnen. Er versteht das Verschwinden der Menschheit auf dem Wege der Geburtenlosigkeit als Gottesdienst: Laut Mainländer strebt Gott an, zu nichts zu werden. „Diese Möglichkeit hat keiner je erwogen. Erwägt man sie aber ernstlich, so sieht man, dass in diesem einzigen Fall Gottes Allmacht, eben durch sich selbst, beschränkt, dass sie keine Allmacht sich selbst gegenüber war.“ Gott habe die Welt geschaffen, um zu nichts zu werden. Und Mainländer meint, „dass der Abgang der Menschheit von der Weltbühne Wirkungen haben wird, welche in der einen und einzigen Richtung des Weltalls liegen.“

„Virginität ist die conditio sine qua non der Erlösung und die Verneinung des Willens zum Leben ist unfruchtbar, wenn der Mensch sie erst dann ergreift, wann er bereits seinen Willen in der Erzeugung von Kindern bejaht hat.“

### Nihilistischer Antinatalismus
Der moderne Antinatalismus beginnt mit der Schrift Der Neo-Nihilismus, die Anfang des 20. Jahrhunderts unter dem Pseudonym Kurnig veröffentlicht wurde. Kurnig: „Ich betrachte das Leben des Menschen als etwas in seiner Gesamtheit Unschönes, als ein Unglück. Kein Ungeborener würde es verlangen. (…) Nicht durch gewaltsame Mittel (Mord, Krieg und dergl.), sondern auf sanftem Wege möge die Menschheit von unserem Erdball verschwinden.“ „Der einzig mögliche Fortschritt des Ganzen liegt auf dem Wege der Einstellung der Kinderzeugung – wie gesagt, der sanften Entvölkerung unseres Erdballs. Alles, was einer sanften möglichst raschen und definitiven Entvölkerung zu Gute kommt, muss befürwortet werden. Das wird die Moral der Zukunft sein.“

### Moraltheoretischer Antinatalismus
Vertreter einer antinatalistischen Moraltheorie argumentieren dafür, keine neuen Menschen zu zeugen, weil Leid, Schmerz, Verlust, Trauer, Verzweiflung, die ausnahmslos jeder Mensch erfährt, nicht durch das Glück oder die Zufriedenheit kompensierbar sind, die ebenfalls jeder Mensch erfährt. Nichtkompensierbares Leid gilt den Vertretern der antinatalistischen Moraltheorie als eine unveränderliche Konstante menschlichen Daseins, unabhängig davon, ob es sich um eine reiche oder eine arme Gesellschaft handelt. Der moraltheoretische Antinatalismus möchte kommenden Generationen die Bürde der Existenz ersparen.

### Ethische Asymmetrien und Antinatalismus
Auf den ersten Blick ist der Utilitarismus eine pronatalistische Moraltheorie: Man solle so handeln, dass möglichst viel Glück in der Welt ist. Im Großen und Ganzen scheint zu gelten: Je mehr Menschen auf der Welt sind, desto mehr Glück ist in der Welt. In seinem Werk Die offene Gesellschaft und ihre Feinde hat Karl Raimund Popper diese Darstellung grundsätzlich kritisiert. Laut Popper wiegt Leid ethisch schwerer als Glück. Daher sei es ethisch gesehen dringlicher, das Leid in der Welt zu minimieren als das Glück zu maximieren. Popper:  „Wir sollten einsehen, dass Leiden und Glückseligkeit vom moralischen Standpunkt aus nicht als symmetrisch behandelt werden dürfen.“ In seinem Buch Verebben der Menschheit? bezieht sich Karim Akerma auf diese Asymmetrie, um ein Argument für die antinatalistische Moraltheorie zu gewinnen: Das Leid in der Welt werde genau dann minimiert, wenn keine Menschen mehr hervorgebracht werden.
In seinem Aufsatz Utilitarianism and New Generations führt der Autor und Übersetzer Hermann Vetter folgende Tabelle an, um eine ethische Asymmetrie zu veranschaulichen, die den Antinatalismus begründen soll:
|                    | Kind wird mehr oder weniger glücklich sein | Kind wird mehr oder weniger unglücklich sein |
| Kind gezeugt       | Keine Pflicht erfüllt oder verletzt        | Pflicht verletzt                             |
| Kind nicht gezeugt | Keine Pflicht erfüllt oder verletzt        | Pflicht erfüllt                              |

Die Tabelle soll veranschaulichen, dass die Nichtfortpflanzung niemals eine Pflicht verletzt und dass es keine Pflicht zur Fortpflanzung geben kann. Hingegen könne es eine Pflicht zur Nichtfortpflanzung geben, nämlich dann, wenn die künftige Person mehr oder weniger unglücklich sein würde. Da sich niemals im Vorwege sagen lässt, wie das Leben einer künftigen Person aussehen würde, ist es nach Vetter geboten, sich nicht fortzupflanzen.
In seinem Buch Better never to have been beruft sich David Benatar ebenfalls auf eine ethische Asymmetrie, um den Antinatalismus zu begründen. Benatar meint, dass im Falle der Nichtfortpflanzung die Abwesenheit von Glück (das ein weiterer Mensch erlebt hätte) nicht schlecht ist, während im Falle einer Fortpflanzung die – unvermeidliche – Anwesenheit von Leid, das ein weiterer Mensch erleben würde, schlecht sei. Deswegen sei es besser, sich nicht fortzupflanzen.
In Antinatalismus. Ein Handbuch von Karim Akerma wird für den Antinatalismus u. a. die in der folgenden Tabelle veranschaulichte Asymmetrie geltend gemacht:
|                                                             | Bestes externes Wissen: Kind wird überaus glücklich/gesund sein | Bestes externes Wissen: Kind wird unglücklich/ungesund sein |
| Paar zeugungswillig, da Kind gutes Leben haben werde        | Keine Pflicht zur Revision der Entscheidung                     | Pflicht zur Revision der Entscheidung                       |
| Paar zeugungsunwillig, da Kind schlechtes Leben haben werde | Keine Pflicht zur Revision der Entscheidung                     | Keine Pflicht zur Revision der Entscheidung                 |

Die ethische Asymmetrie zugunsten des Antinatalismus besteht darin, dass eine einmal getroffene Entscheidung, keine Kinder zu haben, nicht revidiert werden muss. Auch dann nicht, wenn sicher wäre, dass das betreffende Kind ein sehr gutes Leben haben würde. Hingegen bestehe eine Pflicht, eine Entscheidung für die Fortpflanzung zu revidieren, wenn sicher wäre, dass ein Kind kein gutes Leben haben würde. Wegen der Ungewissheit künftiger Existenz ergebe sich ein ethisches Übergewicht zugunsten des Antinatalismus.

### Religiöser Antinatalismus
Viele Religionen lehren, dass unser Erdenleben nur kurz und unbedeutend oder eine Strafe oder Prüfung ist oder dass ein eigentliches oder besseres Leben nach einer Wiederauferstehung oder einer Reinkarnation erst noch bevorsteht. Weil das Erdenleben vergleichsweise wertlos sei oder das Weltende unmittelbar bevorstehe, legen solche Religionen ihren Anhängern in mehr oder minder ausgeprägtem Maße die Nachkommenlosigkeit nahe. Für religiöse Laien gilt dies häufig weniger streng als für Priester, Nonnen oder Mönche. Zu diesen Religionen gehören der Jainismus, der Brahmanismus bzw. Hinduismus und der Buddhismus. Diese Religionen wollen einen Weg aus dem Kreislauf der Wiedergeburten und des Sterbenmüssens weisen. Grundlegend insbesondere für den Hinduismus wurde die Geheimlehre der Upanishaden. Auch im frühen Christentum, vor allem bei seinen gnostischen Ablegern, gab es antinatalistische Tendenzen. Sie machten sich fest an jenen Stellen im Neuen Testament, die angesichts des in Kürze eintreffenden Gottesreichs zur Ehelosigkeit aufrufen und Familienbande als Hindernis zum Erreichen der Vollkommenheit darstellen, und betrachteten Fortpflanzung angesichts dieser Naherwartung als unnötig. Eine gnostische Religion mit einer ausgeprägten antinatalistischen Tendenz war der von Mani (216–277) begründete Manichäismus. Antinatalismus kennzeichnete besonders auch die Lehren der mittelalterlichen Katharer, welche die Befreiung der gefallenen Engelseelen aus dem Gefängnis ihrer Körper als Ziel der Erlösung betrachteten. Sie verurteilten das Geborenwerden neuer Lebewesen, durch das Seelen an weitere Körper gefesselt werden, als Verzögerung dieser Erlösung. Ein religiös begründeter Antinatalismus findet sich ferner bei den amerikanischen Shakern, einer mittlerweile fast ausgestorbenen Quäkergruppierung.

### Anthropodizee und Antinatalismus
Wer an einen allmächtigen, allwissenden und gütigen Gott glaubt, steht vor der Frage, warum er die Welt nicht besser eingerichtet hat und das viele Leid zugelassen hat. Den Versuch, die göttliche Schöpfung und die Erschaffung des Menschen in Anbetracht des Leids in der Welt zu rechtfertigen, nennt man Theodizee. Je weniger nun an einen allmächtigen Schöpfergott geglaubt wird (Gott-ist-tot-Theologie), desto dringlicher stellt sich die Frage, wie es in Anbetracht des für jeden Menschen zu erwartenden Leids zu rechtfertigen ist, dass Menschen einen Menschen zeugen. Dies ist die Frage nach der Anthropodizee. Für Karim Akerma ist der Antinatalismus eine Konsequenz aus dem Scheitern bisheriger Anthropodizee-Versuche. Ihm zufolge gibt es keine Metaphysik oder Moraltheorie, die die Hervorbringung neuer Menschen zu rechtfertigen vermag.

## Universeller Antinatalismus
Das Voluntary Human Extinction Movement spricht sich deshalb für ein Aussterben der Menschheit mittels Kinderlosigkeit aus, damit andere Lebewesen besser leben können. Andere Antinatalisten argumentieren demgegenüber für ein leidloses Aussterben nicht nur des Menschen, sondern aller schmerzempfindlichen Lebewesen. Denn auch nach dem Verschwinden des Menschen müssten sich fleischfressende Tiere von anderen schmerzempfindlichen Tieren ernähren und sie oftmals auf grausame Weise jagen und töten. „Mittels Sterilisierungen kann verhindert werden, dass die an Naturimpulse gebundenen Tiere immerfort neue Nachkommen in den Kreislauf aus  Geborenwerden, Parasitenbefall, Altern,  Erkranken und Sterben, Fressen und Gefressenwerden hineingebären.“ Indem der universelle Antinatalismus das Wildtierleid berücksichtigt, geht er über die Berücksichtigung des Leids von Nutztieren hinaus, auf das sich die Forderungen von Tierrechtlern traditionell beschränken. Der Inder Raphael Samuel, Mitglied der Bewegung, verklagte 2019 seine Eltern mit der Begründung, sie hätten vor seiner Geburt nicht um seine Einwilligung gebeten.
Als radikaler Vertreter dieser Position gilt auch Chris Kordas in den Vereinigten Staaten als Religionsgemeinschaft anerkannte Organisation Church of Euthanasia (CoE), die mit der Forderung Thou shalt not procreate („Du sollst dich nicht fortpflanzen“) das anhaltende rapide Bevölkerungswachstum kritisiert.

## Vertreter
Antinatalistische Positionen vertreten unter anderem
- Karim Akerma[40][41][42]
- Abū l-ʿAlāʾ al-Maʿarrī
- David Benatar[43]
- Gunter Bleibohm[44]
- Verena Brunschweiger[20]
- Julio Cabrera[45]
- Albert Caraco
- E. M. Cioran
- Théophile de Giraud[46][47]
- Matti Häyry[48][49][50]
- Thomas Ligotti[51]
- Jean-Christophe Lurenbaum[52]
- Martin Neuffer[53]
- Michel Onfray[54]
- Arthur Schopenhauer
- Brother Theodore
- Peter Wessel Zapffe

sowie das Voluntary Human Extinction Movement, die Church of Euthanasia und die Bewegung We are Childfree.

## Gesellschaftliche Rezeption

### China
Seit 2018 verzeichnet die Volksrepublik China einen deutlichen Rückgang der Geburten (siehe Demografie der Volksrepublik China#Geburten und Todesfälle seit 1950). Neben wirtschaftlichen Gründen wie Wohnraumknappheit und Überlegungen betreffend finanzieller Aufwendungen für die Ausbildung, wollen viele junge Menschen auch das autoritäre System, welches sich mit den starken Einschränkungen der Freiheit im Rahmen der COVID-19-Pandemie zeigte, nicht weiter unterstützen. Die Regierung zensiert die öffentliche Debatte darüber teilweise, so zum Beispiel 2022 das Schlagwort #thelastgeneration.

### Deutschland
Verena Brunschweigers Werben für den klimapolitischen Antinatalismus sorgte 2019 für eine kontrovers geführte öffentliche Debatte im deutschsprachigen Raum.
Obwohl selbstgewählte Kinderlosigkeit derzeit in allen Industrieländern zunimmt, haben insbesondere Frauen noch immer mit Unverständnis zu kämpfen. In Deutschland sind Stand 2021 etwa 20 Prozent der Frauen kinderlos. Die Journalistin Sonja Eismann hat sich mit dem Thema befasst und berichtet, dass insbesondere Frauen noch immer mit Vorurteilen zu kämpfen haben, wenn sie sich beispielsweise um eine Sterilisation bemühen, ohne bereits Kinder zu haben.